# Vénissieux
Vénissieux (Vènissiœx in the Lyonnais dialect of Arpitan language) là một xã thuộc tỉnh Rhône trong vùng Rhône-Alpes phía đông nước Pháp. Xã này nằm ở khu vực có độ cao trung bình 186 mét trên mực nước biển.
Đây là ngoại ô lớn thứ nhì của thành phố Lyon.

## Kết nghĩa
- Oschatz